# 호반로 (가평군)
호반로(Hoban-ro)는 경기도 가평군 청평면청평댐입구삼거리에서 가평군 가평읍가평오거리를 잇는 도로이다.

## 주요 경유지
경기도
- 가평군 (청평면 - 가평읍)

## 노선 경로
| 이름                | 접속 노선                     | 경유지 | 경유지 | 비고                    |
| ------------------- | ----------------------------- | ------ | ------ | ----------------------- |
| 청평댐입구삼거리    | 국도 제37호선 (경춘로)        | 가평군 | 청평면 |                         |
| 호명교              |                               | 가평군 | 청평면 |                         |
| 양진교              |                               | 가평군 | 청평면 |                         |
| 고성 교차로         | 신성봉로                      | 가평군 | 청평면 | 지방도 제391호선과 중복 |
| 복장교              |                               | 가평군 | 가평읍 | 지방도 제391호선과 중복 |
| (이름없음)          | 북한강변로                    | 가평군 | 가평읍 | 지방도 제391호선과 중복 |
| 갈치고개            |                               | 가평군 | 가평읍 |                         |
| 장승고개            |                               | 가평군 | 가평읍 |                         |
| (이름없음)          | 북한강변로                    | 가평군 | 가평읍 | 지방도 제391호선과 중복 |
| 가평역삼거리        | 문화로                        | 가평군 | 가평읍 | 지방도 제391호선과 중복 |
| 오목교              |                               | 가평군 | 가평읍 | 지방도 제391호선과 중복 |
| 가평고교입구 교차로 |                               | 가평군 | 가평읍 | 지방도 제391호선과 중복 |
| 가평오거리          | 국도 제46호선 (경춘로) 석봉로 | 가평군 | 가평읍 | 지방도 제391호선과 중복 |

## 주요건물및 시설
- 세븐일레븐 가평복장리점 (경기도 가평군 가평읍 호반로 1669)
- 농협 가평군농협 하나로마트 자라점 (경기도 가평군 가평읍 호반로 2562)
- 농협 가평군농협 자라지점 (경기도 가평군 가평읍 호반로 2562)
- 세븐일레븐 가평자라째즈점 (경기도 가평군 가평읍 호반로 2598)
- 가평고등학교 (경기도 가평군 가평읍 호반로 2601)